# باتيست بينتشو
باتيست بينتشو (26 فبراير 1990 بسويسرا - ) هو لاعب كرة قدم سويسري في مركز الدفاع. لعب مع نادي فرايبورغ ونادي لوزان ونادي نيون وBrandenburger SC Süd 05 ‏ وVfL Halle 1896 ‏ وSR Delémont ‏.

## روابط خارجية
- باتيست بينتشو على موقع قاعدة بيانات كرة القدم.إي يو (الإنجليزية)
- باتيست بينتشو على موقع عالم كرة القدم.نت (الإنجليزية)